# Partecipanti alla Tirreno-Adriatico 2024
Elenco dei partecipanti alla Tirreno-Adriatico 2024.
La Tirreno-Adriatico 2024 è stata la cinquantanovesima edizione della corsa. Alla competizione presero parte 25 squadre: le diciotto iscritte all'UCI World Tour 2024, e sette squadre dell'UCI Europe Tour 2024.
Ciascuna delle squadre è composta da sette ciclisti, per un totale di 175 ciclisti.

## Corridori per squadra
Nota: R ritirato, NP non partito, FT fuori tempo, SQ squalificato
| Team Jayco AlUla       | Team Jayco AlUla        | Team Jayco AlUla       | Alpecin-Deceuninck              | Alpecin-Deceuninck              | Alpecin-Deceuninck              | Arkéa-B&B Hotels              | Arkéa-B&B Hotels              | Arkéa-B&B Hotels              |
| ---------------------- | ----------------------- | ---------------------- | ------------------------------- | ------------------------------- | ------------------------------- | ----------------------------- | ----------------------------- | ----------------------------- |
| 1                      | Filippo Zana            | 19°                    | 11                              | Jasper Philipsen                | 81°                             | 21                            | Vincenzo Albanese             | R 6ª                          |
| 2                      | Lawson Craddock         | 22°                    | 12                              | Nicola Conci                    | 46°                             | 22                            | Amaury Capiot                 | 93°                           |
| 3                      | Alessandro De Marchi    | 87°                    | 13                              | Michael Gogl                    | NP 3ª                           | 23                            | Anthony Delaplace             | NP 5ª                         |
| 4                      | Caleb Ewan              | R 6ª                   | 14                              | Jonas Rickaert                  | 107°                            | 24                            | Simon Guglielmi               | R 4ª                          |
| 5                      | Christopher Juul Jensen | 70°                    | 15                              | Oscar Riesebeek                 | 124°                            | 25                            | Cristián Rodríguez            | 17°                           |
| 6                      | Campbell Stewart        | NP 6ª                  | 16                              | Fabio Van Den Bossche           | 96°                             | 26                            | Kévin Vauquelin               | 10°                           |
| 7                      | Max Walscheid           | NP 7ª                  | 17                              | Gianni Vermeersch               | 75°                             | 27                            | Clément Venturini             | 67°                           |
| Astana Qazaqstan Team  | Astana Qazaqstan Team   | Astana Qazaqstan Team  | Bora-Hansgrohe                  | Bora-Hansgrohe                  | Bora-Hansgrohe                  | Cofidis                       | Cofidis                       | Cofidis                       |
| 31                     | Simone Velasco          | 28°                    | 41                              | Daniel Martínez                 | NP 7ª                           | 51                            | Guillaume Martin              | 23°                           |
| 32                     | Cees Bol                | 110°                   | 42                              | Giovanni Aleotti                | 36°                             | 52                            | Stanisław Aniołkowski         | 122°                          |
| 33                     | Mark Cavendish          | FT 5ª                  | 43                              | Patrick Gamper                  | 103°                            | 53                            | Aimé De Gendt                 | NP 7ª                         |
| 34                     | Evgenij Fëdorov         | 53°                    | 44                              | Jai Hindley                     | 3°                              | 54                            | Rubén Fernández               | 86°                           |
| 35                     | Lorenzo Fortunato       | 14°                    | 45                              | Lennard Kämna                   | 8°                              | 55                            | Simon Geschke                 | 60°                           |
| 36                     | Gianmarco Garofoli      | 33°                    | 46                              | Cesare Benedetti                | 119°                            | 56                            | Stefano Oldani                | 80°                           |
| 37                     | Michael Mørkøv          | FT 5ª                  | 47                              | Filip Maciejuk                  | 95°                             | 57                            | Axel Zingle                   | R 7ª                          |
| Corratec Vini Fantini  | Corratec Vini Fantini   | Corratec Vini Fantini  | Decathlon AG2R La Mondiale Team | Decathlon AG2R La Mondiale Team | Decathlon AG2R La Mondiale Team | EF Education-EasyPost         | EF Education-EasyPost         | EF Education-EasyPost         |
| 61                     | Niccolò Bonifazio       | 106°                   | 71                              | Ben O'Connor                    | 5°                              | 81                            | Richard Carapaz               | R 7ª                          |
| 62                     | Mark Padun              | NP 4ª                  | 72                              | Nans Peters                     | 48°                             | 82                            | Alberto Bettiol               | 40°                           |
| 63                     | Lorenzo Quartucci       | 111°                   | 73                              | Nicolas Prodhomme               | 34°                             | 83                            | Georg Steinhauser             | 115°                          |
| 64                     | Kristian Sbaragli       | NP 5ª                  | 74                              | Damien Touzé                    | 51°                             | 84                            | Ben Healy                     | 61°                           |
| 65                     | Mark Stewart            | R 3ª                   | 75                              | Bastien Tronchon                | 59°                             | 85                            | Mikkel Frølich Honoré         | NP 7ª                         |
| 66                     | Jan Stöckli             | R 7ª                   | 76                              | Andrea Vendrame                 | 55°                             | 86                            | Neilson Powless               | R 6ª                          |
| 67                     | Kyrylo Carenko          | 104°                   | 77                              | Lawrence Warbasse               | 49°                             | 87                            | James Shaw                    | 66°                           |
| Groupama-FDJ           | Groupama-FDJ            | Groupama-FDJ           | Ineos Grenadiers                | Ineos Grenadiers                | Ineos Grenadiers                | Intermarché-Wanty             | Intermarché-Wanty             | Intermarché-Wanty             |
| 91                     | Fabian Lienhard         | 101°                   | 101                             | Filippo Ganna                   | 88°                             | 111                           | Biniam Girmay                 | NP 7ª                         |
| 92                     | Cyril Barthe            | 64°                    | 102                             | Thymen Arensman                 | 6°                              | 112                           | Rune Herregodts               | NP 5ª                         |
| 93                     | Clément Davy            | 97°                    | 103                             | Michał Kwiatkowski              | 98°                             | 113                           | Hugo Page                     | 77°                           |
| 94                     | Lorenzo Germani         | R 5ª                   | 104                             | Thomas Pidcock                  | 9°                              | 114                           | Laurenz Rex                   | 92°                           |
| 95                     | Romain Grégoire         | 13°                    | 105                             | Luke Rowe                       | 114°                            | 115                           | Lorenzo Rota                  | 25°                           |
| 96                     | Olivier Le Gac          | 74°                    | 106                             | Magnus Sheffield                | 16°                             | 116                           | Dion Smith                    | NP 7ª                         |
| 97                     | Valentin Madouas        | 30°                    | 107                             | Connor Swift                    | 73°                             | 117                           | Mike Teunissen                | 57°                           |
| Israel-Premier Tech    | Israel-Premier Tech     | Israel-Premier Tech    | Lidl-Trek                       | Lidl-Trek                       | Lidl-Trek                       | Movistar Team                 | Movistar Team                 | Movistar Team                 |
| 121                    | Chris Froome            | NP 5ª                  | 131                             | Tao Geoghegan Hart              | 29°                             | 141                           | Enric Mas                     | 12°                           |
| 122                    | Simon Clarke            | 68°                    | 132                             | Andrea Bagioli                  | 32°                             | 142                           | Davide Cimolai                | 123°                          |
| 123                    | Krists Neilands         | 21°                    | 133                             | Simone Consonni                 | 102°                            | 143                           | Davide Formolo                | 26°                           |
| 124                    | Mads Würtz Schmidt      | NP 4ª                  | 134                             | Amanuel Gebreigzabhier          | 71°                             | 144                           | Iván García Cortina           | 58°                           |
| 125                    | Corbin Strong           | 42°                    | 135                             | Jonathan Milan                  | 94°                             | 145                           | Lorenzo Milesi                | 65°                           |
| 126                    | Tom Van Asbroeck        | 56°                    | 136                             | Toms Skujiņš                    | 45°                             | 146                           | Nelson Oliveira               | 39°                           |
| 127                    | Ethan Vernon            | 83°                    | 137                             | Edward Theuns                   | R 7ª                            | 147                           | Iván Sosa                     | 20°                           |
| Q36.5 Pro Cycling Team | Q36.5 Pro Cycling Team  | Q36.5 Pro Cycling Team | Soudal Quick-Step               | Soudal Quick-Step               | Soudal Quick-Step               | Team DSM-Firmenich PostNL     | Team DSM-Firmenich PostNL     | Team DSM-Firmenich PostNL     |
| 151                    | Filippo Conca           | NP 2ª                  | 161                             | Julian Alaphilippe              | 62°                             | 171                           | Romain Bardet                 | NP 6ª                         |
| 152                    | David de la Cruz        | R 5ª                   | 162                             | Kasper Asgreen                  | 52°                             | 172                           | John Degenkolb                | 112°                          |
| 153                    | Mark Donovan            | R 6ª                   | 163                             | Josef Černý                     | R 7ª                            | 173                           | Chris Hamilton                | 85°                           |
| 154                    | Damien Howson           | NP 6ª                  | 164                             | Fausto Masnada                  | R 6ª                            | 174                           | Max Poole                     | R 6ª                          |
| 155                    | Tobias Ludvigsson       | R 6ª                   | 165                             | Tim Merlier                     | R 7ª                            | 175                           | Casper van Uden               | 100°                          |
| 156                    | Nicolò Parisini         | 89°                    | 166                             | Bert Van Lerberghe              | R 7ª                            | 176                           | Kevin Vermaerke               | 24°                           |
| 157                    | Jannik Steimle          | 113°                   | 167                             | Jordi Warlop                    | R 6ª                            | 177                           | Bram Welten                   | R 4ª                          |
| Team Polti Kometa      | Team Polti Kometa       | Team Polti Kometa      | Team Visma-Lease a Bike         | Team Visma-Lease a Bike         | Team Visma-Lease a Bike         | Tudor Pro Cycling Team        | Tudor Pro Cycling Team        | Tudor Pro Cycling Team        |
| 181                    | Davide Piganzoli        | 18°                    | 191                             | Jonas Vingegaard                | 1°                              | 201                           | Marco Brenner                 | 72°                           |
| 182                    | Davide Bais             | 82°                    | 192                             | Robert Gesink                   | NP 3ª                           | 202                           | Robin Froidevaux              | 105°                          |
| 183                    | Mattia Bais             | 108°                   | 193                             | Steven Kruijswijk               | 69°                             | 203                           | Alexander Kamp                | 118°                          |
| 184                    | Matteo Fabbro           | NP 6ª                  | 194                             | Ben Tulett                      | 54°                             | 204                           | Petr Kelemen                  | R 5ª                          |
| 185                    | Giovanni Lonardi        | 91°                    | 195                             | Cian Uijtdebroeks               | 7°                              | 205                           | Alexander Krieger             | 116°                          |
| 186                    | Mirco Maestri           | 63°                    | 196                             | Attila Valter                   | 47°                             | 206                           | Marius Mayrhofer              | R 6ª                          |
| 187                    | Jhonatan Restrepo       | R 7ª                   | 197                             | Dylan van Baarle                | 121°                            | 207                           | Florian Stork                 | 44°                           |
| UAE Team Emirates      | UAE Team Emirates       | UAE Team Emirates      | Uno-X Mobility                  | Uno-X Mobility                  | Uno-X Mobility                  | VF Group-Bardiani CSF-Faizanè | VF Group-Bardiani CSF-Faizanè | VF Group-Bardiani CSF-Faizanè |
| 211                    | Juan Ayuso              | 2°                     | 221                             | Alexander Kristoff              | 99°                             | 231                           | Domenico Pozzovivo            | 31°                           |
| 212                    | Mikkel Bjerg            | 15°                    | 222                             | Jonas Abrahamsen                | 50°                             | 232                           | Filippo Fiorelli              | NP 6ª                         |
| 213                    | Alessandro Covi         | 78°                    | 223                             | Odd Christian Eiking            | 35°                             | 233                           | Filippo Magli                 | R 7ª                          |
| 214                    | Isaac Del Toro          | 4°                     | 224                             | Markus Hoelgaard                | 76°                             | 234                           | Alex Tolio                    | 90°                           |
| 215                    | Marc Hirschi            | 79°                    | 225                             | Andreas Leknessund              | 38°                             | 235                           | Alessandro Tonelli            | 43°                           |
| 216                    | Rafał Majka             | 37°                    | 226                             | Magnus Cort Nielsen             | R 6ª                            | 236                           | Enrico Zanoncello             | 117°                          |
| 217                    | Michael Vink            | 109°                   | 227                             | Søren Wærenskjold               | 120°                            | 237                           | Samuele Zoccarato             | 125°                          |
| Bahrain Victorious     |                         |                        |                                 |                                 |                                 |                               |                               |                               |
| 241                    | Antonio Tiberi          | 27°                    |                                 |                                 |                                 |                               |                               |                               |
| 242                    | Yukiya Arashiro         | R 7ª                   |                                 |                                 |                                 |                               |                               |                               |
| 243                    | Nikias Arndt            | 84°                    |                                 |                                 |                                 |                               |                               |                               |
| 244                    | Phil Bauhaus            | R 7ª                   |                                 |                                 |                                 |                               |                               |                               |
| 245                    | Damiano Caruso          | 41°                    |                                 |                                 |                                 |                               |                               |                               |
| 246                    | Andrea Pasqualon        | R 7ª                   |                                 |                                 |                                 |                               |                               |                               |
| 247                    | Wout Poels              | 11°                    |                                 |                                 |                                 |                               |                               |                               |